# Simon Sechter
Simon Sechter (ur. 11 października 1788 we Frymburku, zm. 10 września 1867 w Wiedniu) – austriacki kompozytor, teoretyk muzyki i pedagog.

## Życiorys
Początkowo kształcił się w rodzinnym Frymburku u Johanna Nepomuka Maxandta, miejscowego nauczyciela i dyrygenta chóru. Pierwsze próby kompozytorskie podjął w wieku 13 lat. W 1804 roku wyjechał do Wiednia, gdzie uczył się u Leopolda Koželuha. Od 1808 roku pracował jako nauczyciel harmonii i kontrapunktu. W latach 1810−1825 uczył muzyki w wiedeńskim instytucie dla niewidomych. W 1824 roku został drugim organistą kapeli dworskiej, a w 1825 roku jako następca Jana Václava Voříška jej głównym organistą. Od 1851 do 1863 roku był profesorem kontrapunktu w konserwatorium wiedeńskim. W 1863 roku przeszedł na emeryturę, dalej pozostając aktywnym jako pedagog.
Odznaczony austriackim Złotym Krzyżem Zasługi z Koroną i parmeńskim Orderem Zasługi św. Ludwika III klasy.

## Twórczość
Był ceniony jako pedagog, pozytywnie na jego temat wypowiadał się Ludwig van Beethoven. Do jego uczniów należeli Selmar Bagge, Anton Bruckner, Theodor Döhler, Franz Grillparzer, Eduard Marxsen, Gustav Nottebohm, Sigismund Thalberg i Henri Vieuxtemps. 4 listopada 1828 roku, tuż przed swoją śmiercią, uczestnikiem jednej z jego lekcji był Franz Schubert. Był płodnym kompozytorem, pozostawił po sobie ponad 8000 utworów, w tym przeszło 6000 fug (rzekomo codziennie komponował jedną). Napisał m.in. opery Ezzeline, die englückliche Gegangene aus Deli-Katesse (1843, niewystawiona), Ali Hitsch-Hatsch (1843, wyst. Wiedeń 1844) i Melusine (1851, niewystawiona), oratoria Die Offenbarung Johannes (1838−1845) i Sodoms Untergang (1840), 35 mszy, 2 Requiem, liczne utwory chóralne, orkiestrowe i kameralne.
Był autorem pracy teoretycznej Die Grundsätze der musikalischen Komposition (3 tomy, 1853−1854). Nawiązując do rozważań Jeana-Philippe’a Rameau, Johanna Philippa Kirnbergera i Johanna Abrahama Petera Schulza zapożyczył koncepcję basu fundamentalnego, w której akordy oparte na stopniach skali diatonicznej podlegały progresji i chromatycznym przekształceniom. W oparciu o teorie Kirnbergera wyróżnił 3 fundamentalne rodzaje akordów: podstawowe, przewroty i zamienne, modelem progresji harmonicznej uczynił natomiast kadencję autentyczną, opartą na opadających kwintach. W XX wieku rozważania teoretyczne Sechtera stały się inspiracją m.in. dla Arnolda Schönberga i Heinricha Schenkera.